# 支氣管肺泡灌洗
支氣管肺泡灌洗（broncho-alveolar lavage, BAL）是利用纖維支氣管鏡向支氣管肺泡注入生理食鹽水，隨即抽吸、收集肺泡表面液體，並檢查其細胞成份和可溶性物質的一種方法。主要用作有關疾病的臨床診斷，研究肺部疾病的病因、發病機制以及評價療效和判斷預後等。
沖洗液內的細胞以巨噬細胞為主，佔了56~79%，吞噬藍黑色碳顆粒的巨噬細胞常見於吸入煙霧者，吞噬脂質油滴的巨噬細胞常見於吸入牛奶者(如嘗試喝牛奶解毒者)。正常淋巴球的比例為1~10%，增加於間質性肺病、藥物反應、肺淋巴瘤與非細菌性的感染。一般嗜中性球的比例為2~21%，增加於抽菸者、支氣管肺炎、接觸毒物和瀰漫性肺泡損傷。嗜酸性球的比例通常小於1%，增加於氣喘、過敏反應、肺炎腫和嗜酸性白血球性肺炎。